# Вірус гепатиту B
Вірус гепатиту B, скорочено HBV від англ. Hepatitis B Virus, вид роду Orthohepadnavirus, який є частиною родини Hepadnaviridae. Цей вірус спричинює захворювання на Гепатит B.
Вірус було відкрито у 1970-му році, коли Dane D. S., Cameron C. H. та Briggs M. за допомогою методу імунної електронної мікроскопії вперше виявили у крові хворих на сироватковий гепатит збудника, який надалі був названий "частками Дейна". Наукова група експертів ВООЗ у 1973 році затвердила офіційну номенклатуру гепатитів, де сироватковий гепатит був визначений як гепатит B, а сам збудник як HBV.

## Захворювання
Крім спричинення гепатиту B, зараження HBV може призводити до цирозу та гепатоцеллюлярної карциноми.
Також припускається що він збільшує ризик раку підшлункової залози.

## Класифікація
Вірус гепатиту B належить до роду Orthohepadnavirus, до якого належать ще три інші види: вірус гепатиту ховрахів, вірус гепатиту бабаків, та вірус гепатиту B шерстистих мавп. Рід є частиною родини Hepadnaviridae, яка містить два інші роди, Avihepadnavirus та інший, який ще не описали. Ряд цієї родини вірусів поки що не визначили. Віруси схожі на вірус гепатиту B знаходили у всіх мавп старого світу (орангутангів, гібонів, горил та шимпанзе) і в шерстистої мавпи нового світу, що припускає давнє походження цього вірусу в приматів.
Цей вірус поділяється на три головні серотипи (adr, adw, ayr, ayw) які побудовані на антигенних епітопах що знаходяться білках його оболонки, і на вісім генотипів (A-H) залежно від загальної варіації нуклеотидів в геномі. Генотипи мають різне географічне поширешння і використовуються при відслідковуванні еволюції та поширення вірусу. Відмінності в генотипі впливають на гостроту захворювання, його перебіг та ймовірність ускладнень, і на реакцію на лікування та вакцинацію.

## Морфологія

### Структура

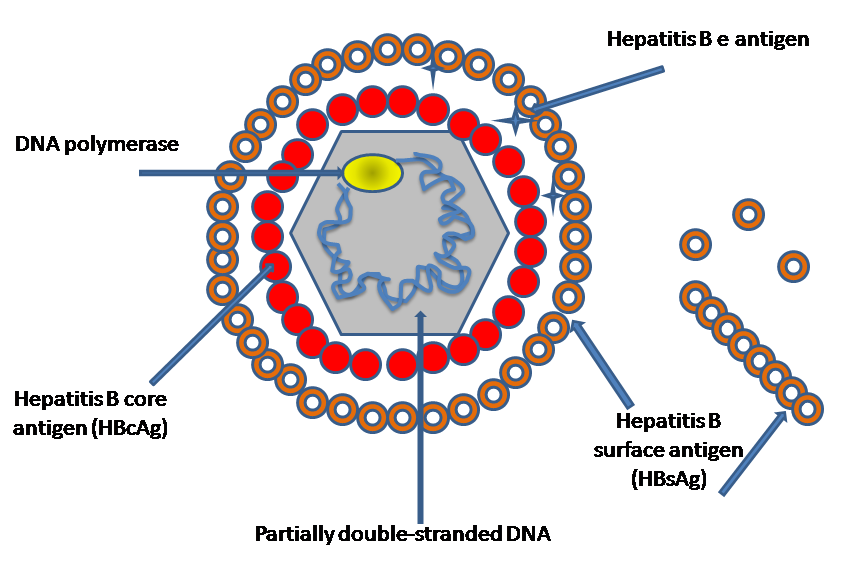
Структура вірусу гепатиту B

Вірус гепатиту B є членом родини Hepadnaviridae. Вірусна частинка (віріон) складається з зовнішньої ліпідної оболонки та нуклеокапсиду у формі ікосаедра головним компонентом якого є білок. Нуклеокапсид містить вірусну ДНК, та ДНК-полімеразу, яка має зворотню транскриптазу подібно до ретровірусів. Зовнішня оболонка містить вбудовані білки, які беруть участь в прикріпленні та проникненні у сприйнятливі клітини. Цей вірус є одним з найменших вірусів тварин з оболонкою, діаметр віріона яких дорівнює 42 нм, але існують плеоморфні форми, які включають ниткоподібні чи сферичні тіла в яких відсутнє ядро. Такі частинки не заразні і складаються з ліпідів та білків які формують частину поверхні віріона, яка називається поверхневим антигеном (HBsAg), і створюється у надлишку протягом життєвого циклу вірусу.

### Компоненти
Вірус складається з:
- HBsAg
- HBcAg (HBeAg як варіація при сплайсингу)
- ДНК-полімераза вірусу гепатиту B
- HBx. Функція цього поки що не дуже добре відома.[12]

Вірус гепатиту D потребує оболонок віріонів HBV щоб стати вірулентним.

## Еволюція
Ранню еволюцію гепатиту B, як і всіх інших вірусів важко встановити.
Поділ на orthohepadnavirus та avihepadnavirus стався приблизно 125,000 років тому (95% довірчий інтервал 78,297–313,500). Як рід Avihepadnavirus так і рід Orthohepadna почали поділятись приблизно 25,000 років тому. Поділ в цей час призвів до виникнення генотипів Orthohepadna A-H. Людські штами мали останнього спільного предка від 7000 (95% інтервал: 5,287–9,270) до 10,000 (95% інтервал: 6,305–16,681) років тому.
Avihepadnavirus не має X білка, але рудиментарний фрейм читання гену X присутній в геномі качиного гепаднавірусу. Білок X міг еволюціонувати з ДНК глікосилази.

## Геном

Генна організація HBV. Гени накладаються.

### Розмір
Геном HBV складається з циклічної ДНК, але є незвичним, тому що спіраль ДНК не повністю подвійно-закручена. Один кінець прив’язаний до ДНК-полімерази вірусу. Геном має довжину 3020–3320 нуклеотидів (для спіралі повної довжини) та 1700–2800 нуклеотидів (для короткої частини).

## Життєвий цикл

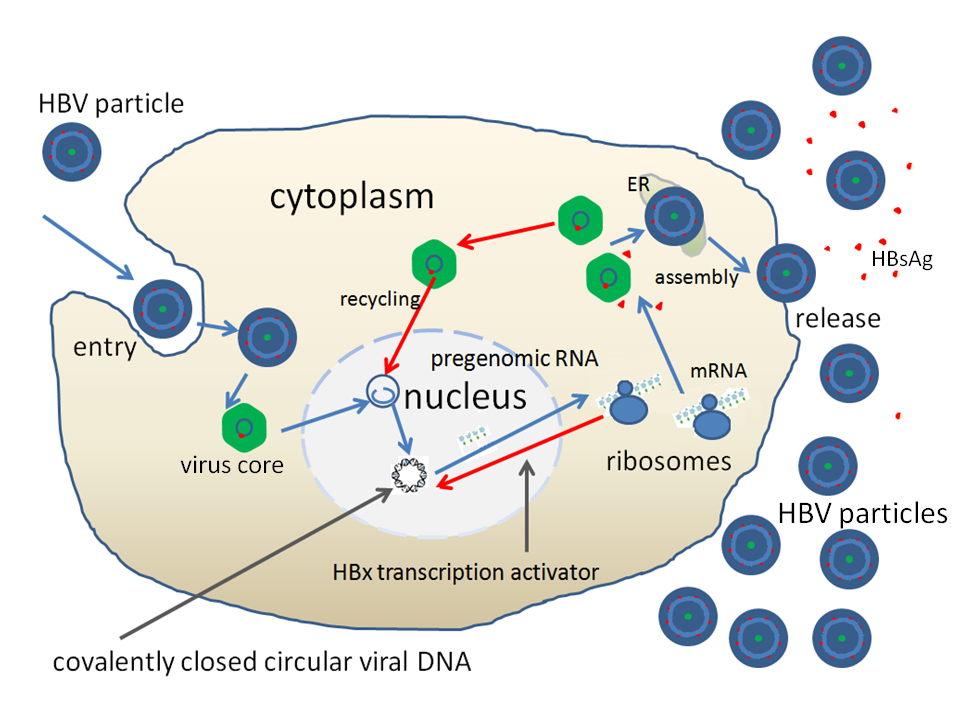
Реплікація вірусу гепатиту B.

Вірус має складний життєвий цикл. Гепатит B - один з небагатьох відомих неретровірусних вірусів що використовують зворотню транскрипцію як частину процесу реплікації
ПриєднанняВірус отримує вхід в клітину приєднуючись до рецептора на поверхні і проникаючи в неї за допомогою ендоцитозу. Рецептор на поверхні клітини поки що не ідинтифікований, але підозрюється що це один з сім’ї овальбумінових інгібіторів серінової протеази.
ПроникненняПісля цього вірусна мембрана з’єднується з мембраною клітини хазяїна випускаючи ДНК та білки ядра в цитоплазму.
Розкриття капсидуЧерез те що вірус розмножується за допомогою РНК створеного ензимом хазяїна, ДНК вірусного геному повинна бути перенесена в ядро клітини білками що називаються шаперони. Білки ядра від’єднуються від частково подвійно закрученої ДНК вірусу потім робляться повністю закрученими і перетворюються в ковалентно замкнену циклічну ДНК (cccDNA) яка використовується як шаблон для транскрипції чотирьох вірусних мРНК.
РеплікаціяНайбільша мРНК, (яка є довшою за геном вірусу), використовується для створення нових копій геному та створення головного білка капсиду і вірусної ДНК-полімерази.
ЗбиранняЧотири мРНК піддаються додатковій обробці і формують віріони потомства які випускаються з клітини, чи повертаються в ядро для повторної переробки і створення ще більшої кількості копій.
ВипускДовга мРНК транспортується назад в цитоплазму де P білок віріона синтезує ДНК за допомогою зворотньої транскрипції.

## Зноски
1. 1 2  Hunt, Richard (21 листопада 2007). Hepatitis viruses. University of Southern California, Department of Pathology and Microbiology. Архів оригіналу за 25 серпня 2013. Процитовано 13 березня 2008.
2. 1 2  Hassan MM, Li D, El-Deeb AS та ін. (October 2008). Association between hepatitis B virus and pancreatic cancer. J. Clin. Oncol. 26 (28): 4557—62. doi:10.1200/JCO.2008.17.3526. PMC 2562875. PMID 18824707. {{cite journal}}: Явне використання «та ін.» у: |author= (довідка)[недоступне посилання з квітня 2019]
3. ↑  Dane D. S., Cameron C. H. та Briggs M. Virus-like particles in serum of patients with Australiaantigen-associated hepatitis. Lancet 1:695-8, 1970.
4. ↑  Авторський колектив, за ред. В.П. Широбокова. Медична мікробіологія, вірусологія та імунологія. — Вінниця : Нова Книга, 2011. — 952 с. — 2000 прим. — ISBN 978-966-382-325-6.
5. ↑  Schwalbe M, Ohlenschläger O, Marchanka A та ін. (March 2008). Solution structure of stem-loop alpha of the hepatitis B virus post-transcriptional regulatory element. Nucleic Acids Res. 36 (5): 1681—9. doi:10.1093/nar/gkn006. PMC 2275152. PMID 18263618. {{cite journal}}: Явне використання «та ін.» у: |author= (довідка)
6. ↑  Mason, W.S. та ін. (8 липня 2008). 00.030. Hepadnaviridae. ICTVdB Index of Viruses. International Committee on Taxonomy of Viruses. Архів оригіналу за 16 січня 2010. Процитовано 13 березня 2009. {{cite web}}: Явне використання «та ін.» у: |author= (довідка)
7. ↑  Kramvis A, Kew M, François G (2005). Hepatitis B virus genotypes. Vaccine. 23 (19): 2409—23. doi:10.1016/j.vaccine.2004.10.045. PMID 15752827.
8. ↑  Magnius LO, Norder H (1995). Subtypes, genotypes and molecular epidemiology of the hepatitis B virus as reflected by sequence variability of the S-gene. Intervirology. 38 (1–2): 24—34. PMID 8666521.
9. ↑  Zuckerman AJ (1996). Hepatitis Viruses. In: Baron's Medical Microbiology (Baron S et al., eds.) (вид. 4th). Univ of Texas Medical Branch. ISBN 0-9631172-1-1. Архів оригіналу за 14 липня 2009. Процитовано 21 січня 2013.
10. ↑  Locarnini S (2004). Molecular virology of hepatitis B virus. Semin. Liver Dis. 24 (Suppl 1): 3—10. doi:10.1055/s-2004-828672. PMID 15192795.
11. ↑  Howard CR (1986). The biology of hepadnaviruses. J. Gen. Virol. 67 (7): 1215—35. doi:10.1099/0022-1317-67-7-1215. PMID 3014045.
12. ↑  Guo GH, Tan DM, Zhu PA, Liu F (February 2009). Hepatitis B virus X protein promotes proliferation and upregulates TGF-beta1 and CTGF in human hepatic stellate cell line, LX-2. Hbpd Int. 8 (1): 59—64. PMID 19208517. Архів оригіналу за 13 квітня 2009. Процитовано 21 січня 2013.
13. ↑  Chai N, Chang HE, Nicolas E, Han Z, Jarnik M, Taylor J (August 2008). Properties of subviral particles of hepatitis B virus. J. Virol. 82 (16): 7812—7. doi:10.1128/JVI.00561-08. PMC 2519590. PMID 18524834.
14. 1 2  van Hemert FJ, van de Klundert MA, Lukashov VV, Kootstra NA, Berkhout B, Zaaijer HL (2011). Protein X of hepatitis B virus: origin and structure similarity with the central domain of DNA glycosylase. PLoS ONE. 6 (8): e23392. doi:10.1371/journal.pone.0023392. PMC 3153941. PMID 21850270.{{cite journal}}:  Обслуговування CS1: Сторінки із непозначеним DOI з безкоштовним доступом (посилання)
15. ↑  Lin B, Anderson DA (2000). A vestigial X open reading frame in duck hepatitis B virus. Intervirology. 43 (3): 185—90. PMID 11044813.
16. ↑  Kay A, Zoulim F (2007). Hepatitis B virus genetic variability and evolution. Virus Res. 127 (2): 164—76. doi:10.1016/j.virusres.2007.02.021. PMID 17383765.
17. ↑  Bruss V (2007). Hepatitis B virus morphogenesis. World J. Gastroenterol. 13 (1): 65—73. PMID 17206755.